# Marco Carrasco Bonilla
Marco Alexander Carrasco Bonilla (n. Ambato, Ecuador; 3 de enero de 1993) es un futbolista ecuatoriano. Juega de defensa y su equipo actual es Vinotinto Ecuador de la Serie A de Ecuador.

## Trayectoria
Empezó su carrera futbolística en el Club Cooperativa Amazonas de la ciudad de Puyo en el año 2010, el equipo disputaba la Segunda Categoría de Pastaza. Hizo las divisiones formativas en el Club Spencer entre 2005 y 2010, en la sub-12, sub-14, sub-16. También formó parte de la selección de fútbol de Pastaza entre los años 2005 y 2007.
En el 2011 llega a Macará, primero en la sub-20 y luego en la reserva del equipo ídolo de Ambato, en la temporada 2013 debuta en la Serie A del fútbol ecuatoriano bajo el mando de Christian Gómez, jugó el partido del 14 de junio de 2013 ante Liga Deportiva Universitaria de Loja en el encuentro válido por la fecha 19 de la primera etapa, al final el marcador fue 0–0.
Para 2014, tras el descenso de Macará, disputó la Serie B de ese año, donde jugó varios encuentros y marcó su primer gol en torneos nacionales el 20 de julio de 2014, en el agónico empate de Macará ante Municipal Cañar, convirtió a los 94 minutos en el encuentro válido por la fecha 23 del torneo, además ese año anotó en otras dos ocasiones. Así continuó dos temporadas más con Macará y en 2016 consiguió el ascenso y título de campeón con el equipo celeste.
En 2017 tuvo un paso en Técnico Universitario, fue una pieza importante en la etapa final del campeonato en donde quedó campeón de la Serie B con el "Rodillo Rojo". En 2018 llega a Mushuc Runa Sporting Club donde poco a poco fue ganando un lugar en el cuadro titular, con el equipo tungurahuense logró el ascenso en dicha temporada, convirtió 4 goles en esa campaña de campeonato obtuvo su segundo título de Serie B. Le marcó goles a Liga de Loja, Clan Juvenil, Santa Rita y Gualaceo. Fue ratificado para jugar en la Serie A para el 2019, convirtió un solo gol ante Guayaquil City en la fecha 8. En la Copa Ecuador 2018-19 participó en los partidos de tercera fase ante el Manta Fútbol Club.
A merced del título 2018 y derrotar a Aucas en el repechaje por Copa Sudamericana, tuvo su primera experiencia internacional, jugó los dos partidos de la primera fase de la Copa Sudamericana 2019 ante Unión Española de Chile. Para 2020 renovó contrato con el equipo del ponchito.
En 2022 firmó contrato con la Universidad Católica, permaneció hasta el final de temporada. En 2023 regresó a Mushuc Runa.

## Estadísticas

### Clubes
Actualizado al último partido disputado el 19 de julio de 2025.
| Club                            | Div.          | Temporada     | Liga  | Liga  | Copas nacionales | Copas nacionales | Copas internacionales | Copas internacionales | Total | Total |
| Club                            | Div.          | Temporada     | Part. | Goles | Part.            | Goles            | Part.                 | Goles                 | Part. | Goles |
| ------------------------------- | ------------- | ------------- | ----- | ----- | ---------------- | ---------------- | --------------------- | --------------------- | ----- | ----- |
| Cooperativa Amazonas · Ecuador  | 3.ª           | 2010          | 14    | 2     | Inexistentes     | Inexistentes     | Inexistentes          | Inexistentes          | 14    | 2     |
| Cooperativa Amazonas · Ecuador  | Total club    | Total club    | 14    | 2     | 0                | 0                | 0                     | 0                     | 14    | 2     |
| Macará · Ecuador                | 2.ª           | 2011          | 36    | 7     | Inexistentes     | Inexistentes     | Inexistentes          | Inexistentes          | 36    | 7     |
| Macará · Ecuador                | 1.ª           | 2012          | 33    | 2     | Inexistentes     | Inexistentes     | Inexistentes          | Inexistentes          | 33    | 2     |
| Macará · Ecuador                | 1.ª           | 2013          | 31    | 1     | Inexistentes     | Inexistentes     | Inexistentes          | Inexistentes          | 31    | 1     |
| Macará · Ecuador                | 2.ª           | 2014          | 29    | 3     | Inexistentes     | Inexistentes     | Inexistentes          | Inexistentes          | 29    | 3     |
| Macará · Ecuador                | 2.ª           | 2015          | 26    | 1     | Inexistentes     | Inexistentes     | Inexistentes          | Inexistentes          | 26    | 1     |
| Macará · Ecuador                | 2.ª           | 2016          | 4     | 0     | Inexistentes     | Inexistentes     | Inexistentes          | Inexistentes          | 4     | 0     |
| Macará · Ecuador                | Total club    | Total club    | 159   | 14    | 0                | 0                | 0                     | 0                     | 159   | 14    |
| Técnico Universitario · Ecuador | 2.ª           | 2017          | 33    | 0     | Inexistentes     | Inexistentes     | Inexistentes          | Inexistentes          | 33    | 0     |
| Técnico Universitario · Ecuador | Total club    | Total club    | 33    | 0     | 0                | 0                | 0                     | 0                     | 33    | 0     |
| Mushuc Runa · Ecuador           | 2.ª           | 2018          | 41    | 4     | Inexistentes     | Inexistentes     | Inexistentes          | Inexistentes          | 41    | 4     |
| Mushuc Runa · Ecuador           | 1.ª           | 2019          | 25    | 1     | 2                | 0                | 2                     | 0                     | 29    | 1     |
| Mushuc Runa · Ecuador           | 1.ª           | 2020          | 24    | 0     | —                | —                | Inexistentes          | Inexistentes          | 24    | 0     |
| Mushuc Runa · Ecuador           | 1.ª           | 2021          | 28    | 0     | —                | —                | Inexistentes          | Inexistentes          | 28    | 0     |
| Universidad Católica · Ecuador  | 1.ª           | 2022          | 7     | 0     | 0                | 0                | 2                     | 0                     | 9     | 0     |
| Universidad Católica · Ecuador  | Total club    | Total club    | 7     | 0     | 0                | 0                | 2                     | 0                     | 9     | 0     |
| Mushuc Runa · Ecuador           | 1.ª           | 2023          | 14    | 2     | 0                | 0                | —                     | —                     | 14    | 2     |
| Mushuc Runa · Ecuador           | Total club    | Total club    | 132   | 7     | 2                | 0                | 2                     | 0                     | 136   | 7     |
| Cuniburo · Ecuador              | 2.ª           | 2024          | 26    | 1     | 2                | 0                | —                     | —                     | 28    | 1     |
| Cuniburo · Ecuador              | Total club    | Total club    | 26    | 1     | 2                | 0                | 0                     | 0                     | 28    | 1     |
| Vinotinto Ecuador · Ecuador     | 1.ª           | 2025          | 2     | 0     | 0                | 0                | —                     | —                     | 2     | 0     |
| Vinotinto Ecuador · Ecuador     | Total club    | Total club    | 2     | 0     | 0                | 0                | 0                     | 0                     | 2     | 0     |
| Total carrera                   | Total carrera | Total carrera | 373   | 24    | 4                | 0                | 4                     | 0                     | 381   | 24    |
| 1. 2.                           |               |               |       |       |                  |                  |                       |                       |       |       |

## Palmarés

### Campeonatos nacionales
| Título             | Club        | País    | Año  |
| ------------------ | ----------- | ------- | ---- |
| Serie B de Ecuador | Macará      | Ecuador | 2016 |
| Serie B de Ecuador | Mushuc Runa | Ecuador | 2018 |
| Serie B de Ecuador | Cuniburo    | Ecuador | 2024 |